# قرار مجلس الأمن التابع للأمم المتحدة رقم 1816
قرار مجلس الأمن التابع للأمم المتحدة رقم 1816 المتخذ بالإجماع في 2 يونيو 2008.

## القرار
أدان مجلس الأمن جميع أعمال القرصنة والسطو المسلح ضد السفن قبالة سواحل الصومال، وأذن بسلسلة من التدابير الحاسمة لمكافحة تلك الجرائم.
بموجب أحكام القرار 1816 (2008)، الذي تم اعتماده بالإجماع اليوم، قرر المجلس أن الدول المتعاونة مع الحكومة الانتقالية للبلد سيسمح لها، لمدة ستة أشهر، بدخول المياه الإقليمية للصومال واستخدام "جميع الوسائل الضرورية "لقمع أعمال القرصنة والسطو المسلح في البحر، بطريقة تتفق مع أحكام القانون الدولي ذات الصلة.
تم اعتماد النص بموافقة الصومال، التي تفتقر إلى القدرة على اعتراض القراصنة أو حراسة وتأمين مياهها الإقليمية، بعد تصاعد الهجمات على السفن في المياه قبالة سواحل البلاد، بما في ذلك اختطاف السفن التي يديرها برنامج الأغذية العالمي و العديد من السفن التجارية - التي شكلت جميعها تهديدًا "على التسليم السريع والآمن والفعال للمساعدات الغذائية وغيرها من المساعدات الإنسانية لشعب الصومال"، وتشكل خطرًا كبيرًا على السفن والطواقم والركاب والبضائع.
وتأكيدًا على أن الإذن المنصوص عليه في القرار لا ينطبق إلا على الوضع في الصومال ولن يؤثر على الحقوق والالتزامات بموجب اتفاقية قانون البحار، ولا يعتبر بمثابة إنشاء للقانون الدولي العرفي، طلب المجلس أيضًا من الدول المتعاونة ضمان أن الأعمال التي يقومون بها لا تحرم أو تخل بحق المرور البريء لسفن أي دولة ثالثة.
وفي حين حث الدول التي تعمل سفنها البحرية وطائراتها العسكرية في أعالي البحار والمجال الجوي لساحل الصومال على توخي اليقظة، شجع المجلس الدول المهتمة باستخدام الطرق التجارية قبالة سواحل الصومال على زيادة وتنسيق جهودها للردع. الهجمات على السفن واختطافها، بالتعاون مع حكومة البلاد. وحث جميع الدول على التعاون فيما بينها، ومع المنظمة البحرية الدولية، وحسب الاقتضاء، مع المنظمات الإقليمية، وتقديم المساعدة للسفن المهددة من قبل القراصنة أو المعرضين لهجماتهم.
متحدثا قبل اتخاذ إجراء بشأن المشروع، أكد ممثل إندونيسيا على الحاجة إلى أن يكون المشروع متسقا مع القانون الدولي، ولا سيما اتفاقية الأمم المتحدة لقانون البحار لعام 1982، وتجنب وضع أساس للقانون الدولي العرفي لقمع القرصنة والسطو المسلح في البحر. الإجراءات المنصوص عليها في القرار لا ينبغي أن تنطبق إلا على المياه الإقليمية للصومال، بناء على الموافقة المسبقة لذلك البلد. ولم يعالج القرار سوى الحالة المحددة قبالة سواحل الصومال، على النحو الذي طلبته الحكومة.

## روابط خارجية
- نص القرار في undocs.org